# 범중엄

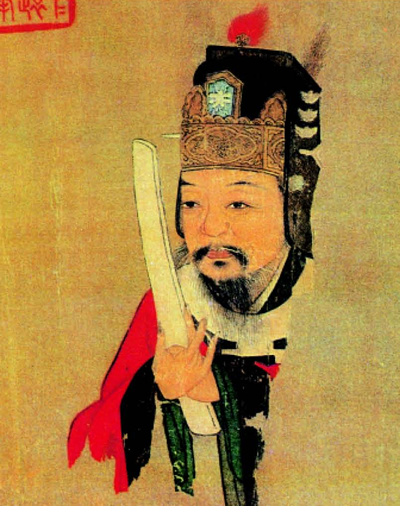
범중엄

범중엄(중국어: 范仲淹, 989년 - 1052년)은 북송의 정치인, 저술가, 전략가, 교육인이다. 자는 자는 희문(希文), 시호는 문정(文正)으로 사대부의 모범적 인물로 지칭되었다. 소주 (지금의 장쑤성 쑤저우시) 출신이다.

## 생애
989년 소주(蘇州) 오현(吳縣)에서 태어나 서주(徐州)에서 거세(去世)했으며 籍贯(적관)은 彬州(빈주)에서 행했다. 불행하게도 2세 때 부친을 여의었다. 모친도 어린 그를 데리고, 산둥성의 지저우의 장산현 주씨 집안으로 개가를 하여 그의 이름도 '주열'로 바꾸었다. 이후 성장을 하면서 생가를 알아내고는 다시 제 이름을 찾았다.
응천부로 가서 고학을 하여, 1015년에 진사에 급제를 하고, 광덕군(廣徳軍)의 사리참사를 역임했다. 안수의 추천을 받아, 비각교리가 되었고, 송나라 인종이 친정을 하면서 중앙 관리가 되었다. 곽황후(郭皇后)의 폐립문제를 놓고 찬성파인 재상 여이간(呂夷簡)과 대립했기 때문에 재상에 항론을 하여 요주로 좌천되게 된다. 이후 여정, 윤수, 구양수 등이 그를 지지하여 차례로 조정에서 물러나면서 그들 스스로를 군자의 붕당이라고 칭한다.
1038년 서하의 이원호가 섬서 지방을 침공을 하자 전운사로서 섬서를 그 침공으로부터 방어를 하고 국경을 지키는 역할을 몇 해 동안 담당하였다. 그는 군사제도를 개혁하여, 장병들을 엄하게 훈련시키고 인자하게 대했으며, 허약한 송군을 정예부대로 편성하여 서하를 퇴치하는데 큰 공을 세우게 된다.
이러한 공으로 인종은 그를 부재상에 임명했으며, 1043년 관리제도를 정비하여 인재를 양성하며, 무력을 강화하는 개혁조치를 제안했다. 인종은 그의 개혁안을 받아들여 개혁안이 전국적으로 실시되게 된다. 이 정치개혁은 기원 1041-1048년까지에 7년간 실시되어, 이 개혁을 경력신정이라고 불렀다.
범중엄은 어렵게 자라, 출세한 뒤에도 부귀를 누릴 수 있었는데도 지독할 정도로 검소한 생활을 하면서 자나깨나 백성만을 생각했다고 전한다.
송대의 사대부 풍을 형성시킨 사람이요, 육경과 역경에 통달하였고, 항상 감사히 천하를 논하며, 자신을 뒤돌아보지 않았다고 전한다.
당시 사회는 워낙 부패하여 비록 범중엄의 개혁은 성공하지는 못하였지만, 그의 개혁에 자극을 받아 송나라 때의 가장 위대한 개혁가로 불리는 젊은 개혁가 왕안석(王安石, 1021년-1086년)은 그의 개혁을 이어받아 송나라 최고의 개혁을 단행하게 된다.

## 작품
산문으로 유명한 '악양루기(岳陽樓記)'가 있고, 저서로는 '범문정공시여(范文正公詩余)', '범문정공집(范文正公集)' 등 24전이 전한다.
인종 경력(慶曆) 4년 친구인 등자경이 파릉군(巴陵郡)의 태수로 좌천되었다. 이듬 해 악양루를 중수하였는데, 이때 범중엄을 초빙하여 글을 부탁한다. 현재 악양루의 2층에 있는 악양루기에서 다음의 싯구는 천하의 명구로서 많은 정치인과 문인, 무인들의 귀감이 되었다.

先天下之憂而憂  (공직자는)
천하(백성)의 근심(먹거리)을 먼저한 후에 (개인의) 근심을,
後天下之樂而樂  백성들이 다 즐거움을 이룬 이후에 자신의 즐거움을, 구해야 한다.

주룽지 총리도 항상 이 말을 가슴에 담고 살았다고 전해 내려온다.

## 같이 보기
- 중국의 재상